# Trail tek
Trail tek je vrsta športa, ki vključuje tek in hojo. Večinoma poteka po naravni podlagi (gozdovi, puščave, gore, planote), največ 20 % poti pa lahko poteka tudi po urbanih površinah. Pri teku delujejo noge in zgornji del telesa, potrebna pa je tudi koncentracija. Tekmovalci tekmujejo popolnoma ali delno v samooskrbi. 

## ITRA
ITRA Arhivirano 2019-05-10 na Wayback Machine. je mednarodna organizacija trail teka, ustanovljena julija 2013. Od aprila 2014 ponuja možnost, da oceni tekmo, ki se za to prijavi, glede na stopnjo težavnosti proge. Ocenjujejo se dolžina, vzponi in spusti na trasi, rezultati pa so podani s točkami od 0–6, kjer 6 pomeni najbolj zahtevno. V Sloveniji je za leto 2019 na ITRI registriranih 6 tekem, ki imajo različno stopnjo težavnosti. Podbrdo Trail Running Festival ima tri razdalje, najdaljša (100 km) je ocenjena s petimi ITRA-točkami, vmesna (42 km) z dvema, najkrajša razdalja (12 km) pa je brez točk. SLO Trail ima tri razdalje; 171 km, 114 km in 57 km. Točke so za posamezno razdaljo različne, najdaljša ima šest točk, vmesna pet in najkrajša tri. Tekma UTVV ima štiri različne razdalje; 100 milj, 100 km, 50 km in 30 km. Točke so šest, pet, tri in dva. K24 Trail ima dve razdalji, daljša (100 km) ima pet točk, krajša (50 km) pa tri. Pohorje Ultra Trail ima štiri razdalje, najdaljša (85) je vredna štiri točke, 53-kilometrska tri točke, 35-kilometrska dve točki, 17-kilometrska pa je brez točk. Kranjska Gora Trail Run ima dve razdalji, 60-kilometrsko s tremi točkami in 30-kilometrsko z dvema točkama.

## Primerjava z gorskim tekom
Trail tek poteka večinoma po naravni podlagi, medtem ko lahko gorski tek, na strmih vzponih, poteka tudi po asfaltiranih cestah. Gorski tek vključuje več vzponov, katerih naklon je običajno večji od 30 %. Gorski tek je lahko tek navkreber, kjer je cilj na vrhu ali tek navkreber in spust, start in cilja pa sta na isti nadmorski višini.  Za oba teka velja pri tekmi pravilo, da mora biti trasa jasno označena, takoj po zaključku tekmovanja pa so organizatorji dolžni odstraniti vse sledove tekmovanja. Pri trail teku imajo organizatorji pri označevanju in drugih tehničnih podrobnosti več svobode, tekmovalci pa prejmejo GPS koordinate in zemljevid. 
- Gorski tek

## Primerjava z maratonskim tekom
Za razliko od trail tekov je pri maratonu dolžina proge točno določena, to je 42,195 km. Maratoni potekajo večinoma po trdi podlagi (asfalt), medtem ko trail teki v 80 % potekajo po gozdnih poteh, travnikih ipd. Pri trail teku potrebujejo tekmovalci s seboj nositi več opreme kot tekmovalci maratonskih tekem, saj je teren zahtevnejši. Pri maratonu delujejo celoten čas iste skupine mišic, saj je podlaga celotno traso enaka, medtem ko pri trail teku, ki poteka po razgibanem terenu, dela več različnih mišic. Pri maratonu lahko posamezniki primerjajo svoje dosežke na različnih tekmah, ki imajo isto razdaljo, kar je pri trail tekmah težje, saj se trase, ki so po dolžini iste, razlikujejo tako po podlagi kot tudi po vzponih in spustih.

## Tekme
Trail tekme so organizirane globalno. Razdalje so zelo različne, od 5 km do več kot 100 milj. Veliko število tekem je ultramaratonov, kar pomeni, da je razdalja daljša od 42,14 km. Največ ultramaratonov, ki veljajo za standard, je dolgih 50 km. Čeprav ima veliko tekem podobno razdaljo, se trase razlikujejo po podlagi, zaradi česar se težko primerja uspehe posameznikov doseženih na različnih tekmah pri isti dolžini.

### Podbrdo Trail Running Festival
Organizacija PTRF je najstarejša organizacija v Sloveniji, ki organizira trail teke. Njeni začetki segajo v leto 2002, ko je 22. junija Jože Dakskobler prvič organiziral Gorski Maraton 4 Občin (GM4O). Štart in cilj sta bila na Petrovem Brdu, dolžina trase je bila 35 km z 2.500 višinskimi metri vzponov in spustov. V takšni obliki je tek ostal do Svetovnega prvenstva v dolgem gorskem teku leta 2011. Takrat se je trasa prvič zaključila v Podbrdu in s tem se je proga podaljšala na 38 km.
Leto kasneje, 2012, so sprejeli koncept, da bodo štart in cilj iz Petrovega Brda prestavili v Podbrdo. Tako je nastal Pravi gorski maraton z 42 km in 3.100 višinskimi metri vzponov in spustov. Istega leta so za izvedbo Pokal Slovenije v gorskih tekih pripravili GM4O s štirimi programi za najmlajše in mladince. Leta 2013 so ustanovili Pušeljc gorskih tekov, ki zajema štiri različne tekme, ki jih morajo tekači zaključiti v enem letu; KBK - trail, Tek na Ratitovec, GM4O 42 km in Tek na Črno prst. Na zaključnem teku Črne prsti dobijo tekmovalci v zahvalo praktično nagrado. Leta 2015 so dodati še dva teka, in sicer Ultra Pušeljc Trail - UPT 100 km in Graparski Trimček - GT 12 km. UPT je povezava štirih tekov oz. štirih vrhov, ki jih mora tekač preteči v 30 urah. Leta 2016 so ponovno gostili Svetovno prvenstvo v dolgem gorskem teku in dosegli rekordno udeležbo s 590 tekači na vseh progah. V vseh letih skupaj je njihove tekme obiskalo 4.751 ljudi.
V letu 2019 bodo organizirali štiri različne tekme; MINI GM4O s štirimi razdaljami (0,5 km, 1,3 km, 1,7 km in 4,7 km), GT 12 km, GM4O 42 km in UPT 100 km.

### Športno društvo Slovenske Steze – SLO TRAIL
Društvo je bilo ustanovljeno 16. 9. 2014. Januarja leta 2015 je organiziralo svojo prvo prireditev, in sicer Novoletni KNAP Trail, kjer sta bili na razpolago dve razdalji, 16 km in 46 km. Udeležilo se jo je 188 tekmovalcev. Septembra istega leta se je društvo odločilo, da bo organiziralo prvi trail tek z razdaljo 100 milj in je tako organiziralo tekaško prireditev SLO Trail s tremi različnimi razdaljami (50 km, 100 km in 100 milj). Prireditve se je udeležilo 62 tekmovalcev. Do leta 2018 je društvo vsako leto organiziralo ti dve prireditvi, leta 2018 pa le  SLO Trail z razdaljami 22 km, 25 km in 100 km. Prireditve se je udeležilo 134 tekmovalcev. 
V oktorbru leta 2019 bodo organizirali tekmo s štirimi različnimi razdaljami, in sicer 18 km, 57 km, 114 km in 171 km.

### Ultra-Trail Vipava Valley - SLOVENIA
Društvo Ultra-Trail Vipava Valley – SLOVENIA (UTVV Slovenia) je bilo ustanovljeno leta 2015. Prva tri leta so organizirali tekmo s štirimi različnimi razdaljami; 25 km, 50 km, 105 km in štafeto na 105 km. V letu 2018 so dodali še tek na 1 km in tek na 11 km, v letu 2019 pa bodo priredili še tek na 100 milj. Do sedaj je bilo na vseh njihovih prireditvah skupaj 2.103 tekmovalcev. 

### Novo
Letos bo podjetje KinVital, kineziološki center d.o.o., ki je bilo ustanovljeno leta 2016, prvič organiziralo prireditev Kranjska Gora Trail Run. Na voljo bodo štiri različne razdalje, in sicer 10 km, 15 km, 30 km in 60 km. 